# Bellevaux (Haute-Savoie)
Pour les articles homonymes, voir Bellevaux.
Ne doit pas être confondu avec Bonnevaux (Haute-Savoie).
Bellevaux est une commune française située dans le département de la Haute-Savoie, en région Auvergne-Rhône-Alpes.

## Géographie

### Localisation

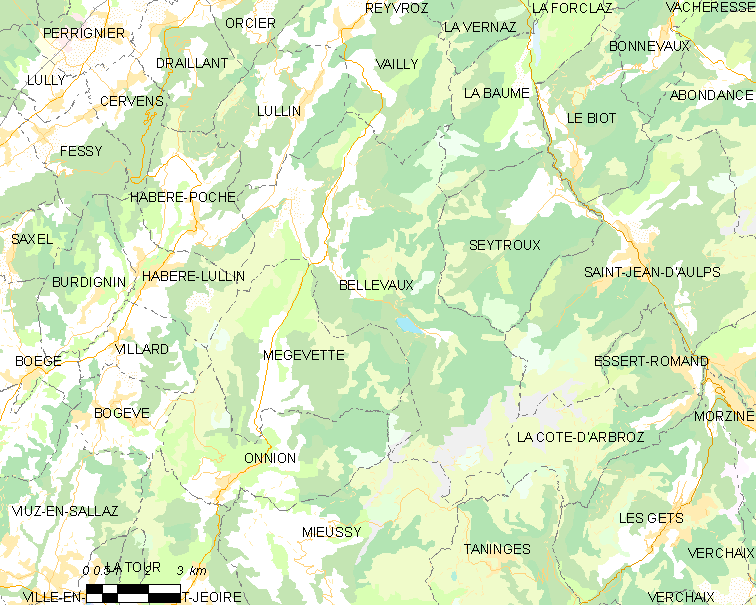

La commune de Bellevaux est située dans la vallée du Brevon, dans le Chablais français. Elle se trouve à 25/30 km au sud de Thonon-les-Bains, elle-même située sur la rive française du lac Léman.
Voir le lac de Vallon, le Roc d'Enfer, le Brevon, le lac de Pététoz, la cascade de la Diomaz, le Jardin Alpin.
Les communes limitrophes de Bellevaux sont Habère-Lullin, Habère-Poche, Lullin, Vailly, Mégevette, La Baume, Seytroux, Saint-Jean-d'Aulps, La Côte-d'Arbroz et Mieussy.

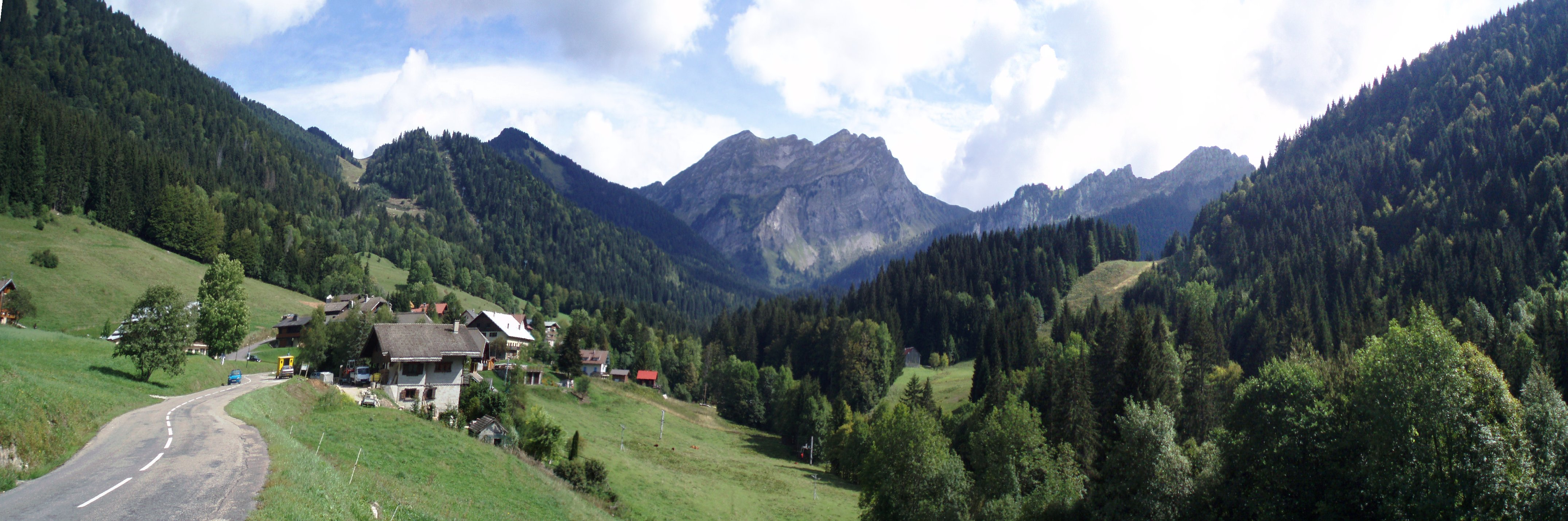
La Chèvrerie et le Roc d'Enfer.

Autour du chef-lieu, une grande quantité de hameaux s'étagent sur plus de 300 mètres de dénivelé :
- Chez Maurice (829 m)
- le Borgel (860 m)
- la Cour (870 m)
- la Côte (1 150 m)
- la Douai (1 024 m)
- les Pontets (1 126 m)
- Terramont (1 040 m)
- les Mouilles (1 127 m)
- Hirmentaz (1 200 m)
- Jambaz de çà (1 020 m)
- Jambaz de là (1 030 m)
- le Frêne (1 000 m)
- les Crettets (1 002 m)
- l'Ermont (1 013 m)
- l'Epuyer (955 m)
- la Clusaz (980 m)
- la Chevrerie (1 110 m)
- le Nattey (934 m)
- la Cressonnière (841 m)
- le Champ du Noyer (950 m)
- Sur les Monts (1 126 m)

### Géologie et relief
La pointe de la Gay (1 801 m), la pointe d'Ireuse (1 890 m), la pointe de Chalune (2 116 m) et la pointe de Chavasse (2 012 m) se situent sur le territoire communal. On peut donc y trouver de nombreux sommets tout comme de nombreux alpages (Nifflon, Chavan, Petetoz).
La vallée s'étend en dessous du Roc d'Enfer, qui localement est appelé la pointe d’Oïl, en patois la Penta d’Oël (« la pointe de l’aigle »).

### Voies de communication et transports

#### Voies routières
Pour y accéder, plusieurs possibilités :
- depuis Saint-Jeoire-en-Faucigny (puis Onnion, Mégevette) environ 20 min ;
- depuis Thonon-les-Bains (puis Armoy, Reyvroz, Vailly) environ 30 min ;
- depuis Boëge (puis Villard, Habère-Lullin, Habère-Poche) par le col de Terramont environ 15 min.

#### Transports en commun
Les transports en commun sont assez rares, il existe des cars de transports scolaires pour relier les établissements de Thonon-les-Bains et d'Annemasse.
En période de vacances scolaires de Noël et de février, une navette est mise à disposition pour circuler sur les différents pôles de la commune (chef-lieu, La Chevrerie, Hirmentaz).

## Urbanisme

### Typologie
Au 1er janvier 2024, Bellevaux est catégorisée commune rurale à habitat dispersé, selon la nouvelle grille communale de densité à sept niveaux définie par l'Insee en 2022.
Elle est située hors unité urbaine et hors attraction des villes,.

### Occupation des sols
L'occupation des sols de la commune, telle qu'elle ressort de la base de données européenne d’occupation biophysique des sols Corine Land Cover (CLC), est marquée par l'importance des forêts et milieux semi-naturels (85,2 % en 2018), une proportion sensiblement équivalente à celle de 1990 (84,4 %). La répartition détaillée en 2018 est la suivante : 
forêts (56,2 %), milieux à végétation arbustive et/ou herbacée (22,2 %), zones agricoles hétérogènes (10 %), espaces ouverts, sans ou avec peu de végétation (6,8 %), zones urbanisées (2,5 %), prairies (1,7 %), eaux continentales (0,5 %).
L'IGN met par ailleurs à disposition un outil en ligne permettant de comparer l’évolution dans le temps de l’occupation des sols de la commune (ou de territoires à des échelles différentes). Plusieurs époques sont accessibles sous forme de cartes ou photos aériennes : la carte de Cassini (XVIIIe siècle), la carte d'état-major (1820-1866) et la période actuelle (1950 à aujourd'hui).

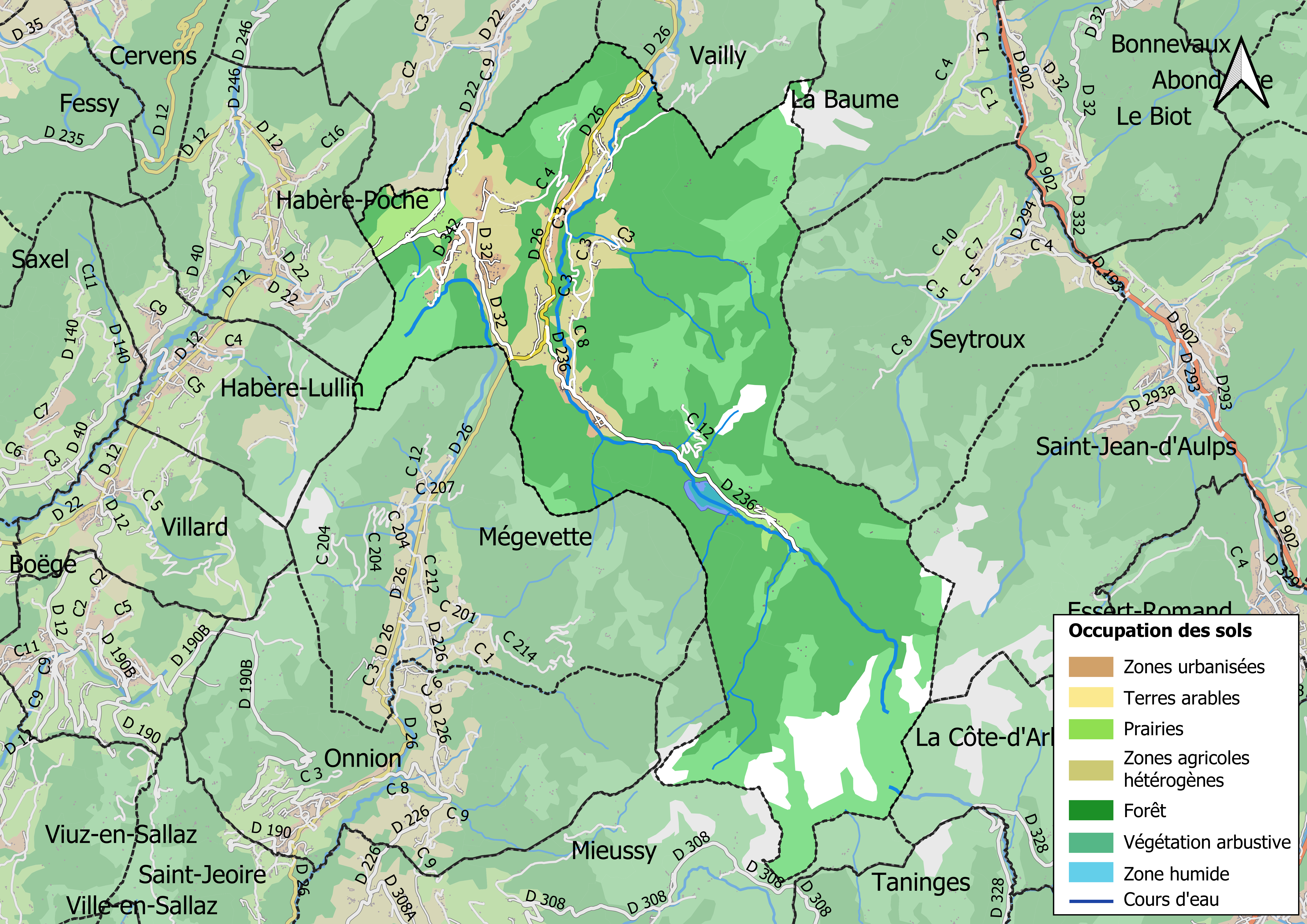
Carte des infrastructures et de l'occupation des sols en 2018 (CLC) de la commune.
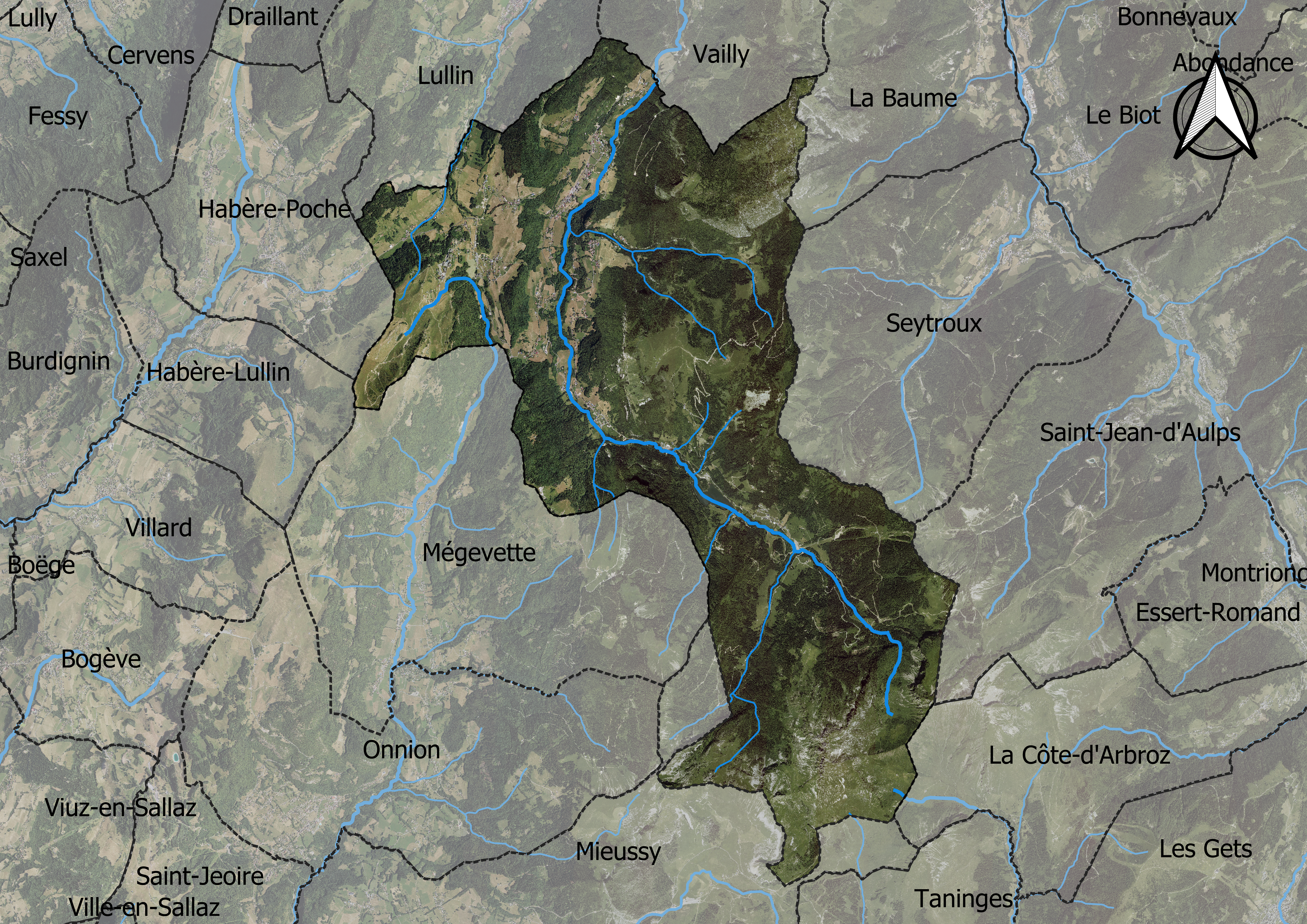
Carte orthophotogrammétrique de la commune.

## Toponymie
Le toponyme Bellevaux trouve son origine dans la qualification du paysage, à savoir une « Belle vallée, beau vallon », du latin bella, signifiant « belle », et vaux qui désigne un vallon, qui est à l'origine un mot féminin. La commune ou la paroisse sont mentionnés très tôt avec Bellavalle vers 1138, Bellavauz en 1275, et plus particulièrement lors de l'installation des moines bénédictins vers 1344 et l'édification du prieuré (Prior de Bella valle).
En francoprovençal, le nom de la commune s'écrit Balavô (graphie de Conflans) ou Bèlavâl / Balavâl (ORB).
Ses habitants sont les Ballavaudes et Ballavauds.

## Histoire

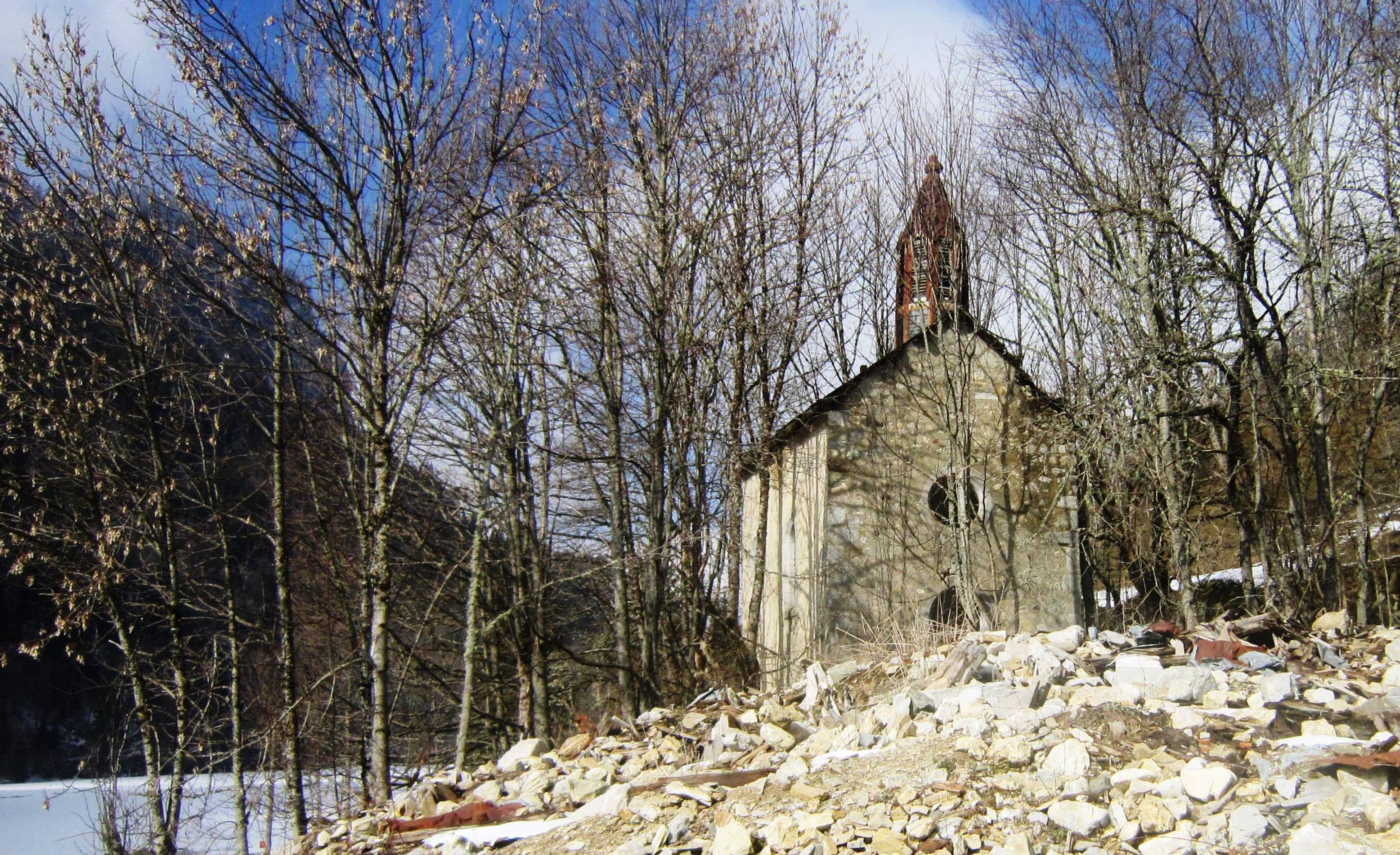
Chapelle de la chartreuse de Vallon.

En 1136, trois moines bénédictins du prieuré Saint-Jean de Genève s'installent à la demande des seigneurs de Ballaison, Langin et Cervens à Bellevaux. Cette donation marque la naissance du prieuré de Bellevaux sur la rive droite du Brevon. Ils sont à l'origine du nom latin donné à la vallée : Bella Vallis (« belle vallée »). Le nom dérive par la suite en « Bellevaux ».
En 1138, les mêmes seigneurs — Ballaison, Langin et Cervens — font un don cette fois-ci à l'ordre des Chartreux. Ceux-ci s'installent dans une partie déserte de la vallée sur des terres données par Gérold de Langin et Pierre de Ballaison pour y fonder une chartreuse, la Chartreuse de Vallon,. En subsiste une société d'indivision instaurée en 1426 par les Chartreux, et dans laquelle les habitants du territoire de Vallon, situé sur la commune, possèdent plusieurs biens communs.

## Politique et administration

### Situation administrative
Bellevaux appartient au canton de Thonon-les-Bains, qui compte selon le redécoupage cantonal de 2014 12 communes. Avant ce redécoupage, elle appartenait au canton de Thonon-les-Bains-Est, créé en 1995 des suites de la scission de l'ancien canton de Thonon-les-Bains.
Elle forme avec quinze autres communes la communauté de communes du Haut-Chablais (CCHC).
Bellevaux relève de l'arrondissement de Thonon-les-Bains et de la cinquième circonscription de la Haute-Savoie, dont le député est Marc Francina (UMP) depuis les élections de 2012.

### Tendances politiques et résultats

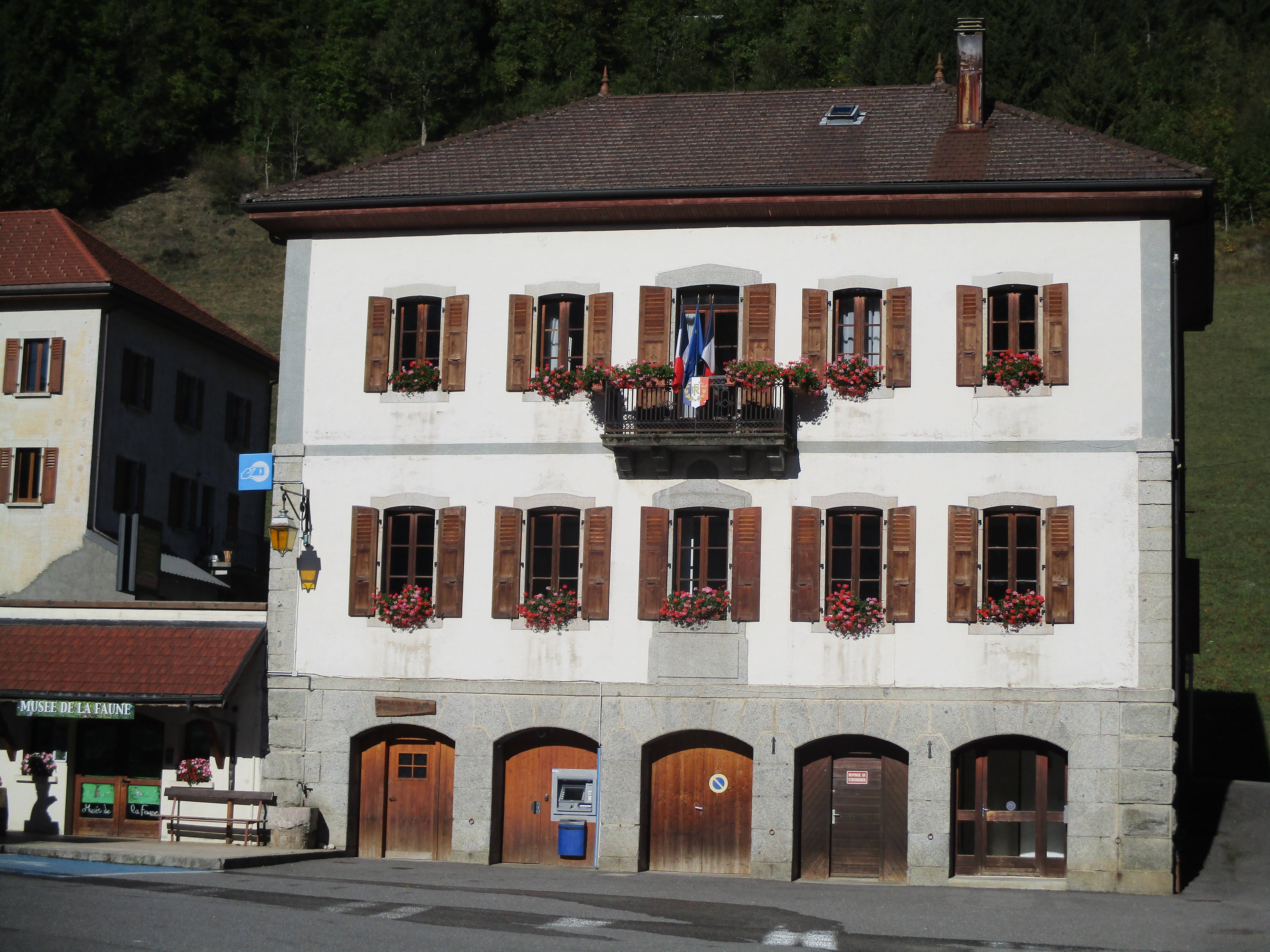
La mairie (octobre 2016).

### Liste des maires
| Période                                  | Période                     | Identité            | Étiquette | Qualité                |
| ---------------------------------------- | --------------------------- | ------------------- | --------- | ---------------------- |
| Les données manquantes sont à compléter. |                             |                     |           |                        |
| mars 1959                                | mars 1971                   | Armand Félisaz      | ...       | Scieur                 |
| mars 1971                                | mars 1989                   | Jean Rey            | ...       | Scieur                 |
| mars 1989                                | mars 2001                   | Claudius Félisaz    | ...       | Architecte             |
| mars 2001                                | mars 2014                   | Michel Meynet       | ...       | Professeur de français |
| mars 2014                                | En cours (au 01 avril 2023) | Jean Louis Vuagnoux | ...       | Technicien             |

## Population et société

### Démographie
L'évolution du nombre d'habitants est connue à travers les recensements de la population effectués dans la commune depuis 1793. Pour les communes de moins de 10 000 habitants, une enquête de recensement portant sur toute la population est réalisée tous les cinq ans, les populations de référence des années intermédiaires étant quant à elles estimées par interpolation ou extrapolation. Pour la commune, le premier recensement exhaustif entrant dans le cadre du nouveau dispositif a été réalisé en 2007.

En 2022, la commune comptait 1 392 habitants, en évolution de +8,07 % par rapport à 2016 (Haute-Savoie : +6,01 %, France hors Mayotte : +2,11 %).
| 1793 | 1800  | 1806  | 1822  | 1838  | 1848  | 1858  | 1861  | 1866  |
| ---- | ----- | ----- | ----- | ----- | ----- | ----- | ----- | ----- |
| 997  | 1 081 | 1 101 | 1 177 | 1 447 | 1 509 | 1 407 | 1 375 | 1 415 |

| 1872  | 1876  | 1881  | 1886  | 1891  | 1896  | 1901  | 1906  | 1911  |
| ----- | ----- | ----- | ----- | ----- | ----- | ----- | ----- | ----- |
| 1 467 | 1 471 | 1 551 | 1 550 | 1 543 | 1 613 | 1 627 | 1 653 | 1 619 |

| 1921  | 1926  | 1931  | 1936  | 1946  | 1954  | 1962  | 1968 | 1975  |
| ----- | ----- | ----- | ----- | ----- | ----- | ----- | ---- | ----- |
| 1 480 | 1 347 | 1 216 | 1 140 | 1 093 | 1 044 | 1 039 | 948  | 1 028 |

| 1982  | 1990  | 1999  | 2006  | 2007  | 2012  | 2017  | 2022  | - |
| ----- | ----- | ----- | ----- | ----- | ----- | ----- | ----- | - |
| 1 083 | 1 113 | 1 158 | 1 321 | 1 344 | 1 316 | 1 294 | 1 392 | - |

### Enseignement
La commune de Bellevaux est située dans l'académie de Grenoble. En 2015, elle administre une école primaire (maternelle et élémentaire), qui regroupent 70 élèves. On trouve également une école primaire privée Notre-Dame, avec 65 élèves.
Le collège de rattachement se trouve à Thonon-les-Bains, le collège Champagne. La commune dispose également d'un collège privé Notre-Dame.

### Cultes
Notre-Dame-de-l’Assomption de Bellevaux est l’église principale du chef-lieu mais des cultes ont aussi lieu à la chapelle du Merle, Notre-Dame-des-Neiges ou chapelle de Nifflon, Notre-Dame-du-Purgatoire ou chapelle des Mouilles, la chapelle Saint-Bruno et la chapelle de Vallon.

### Manifestations culturelles et festivités
- Journée Handiski à Hirmentaz, organisée en janvier par l'ESF.
- Soirée repas dansant à la salle des fêtes de Bellevaux, en février.
- Vente de fleurs de la Saint-Valentin à Hirmentaz en février.
- Le concours des Ballavauds, est une compétition de ski. Le concours se déroule tous les ans début mars.
- La kermesse du 15-Août, jour de l'Assomption, depuis 1972, sur la décision du curé Baud.
- La Chevrette, une course en équipe de trois qui combine trois disciplines sur neige, environ mi-janvier.
- Les Descentes aux flambeaux : des descentes avec Père Noël ou rétrospectives.
- Le trail des Allobroges, le dimanche de Pentecôte.
- Concours de pêche au bord du lac de Vallon au printemps.
- Fête de la Musique à la salle des fêtes de Bellevaux, en juin.
- La Grande fête du 13 juillet : tous les ans, bal et feu d'artifice.
- Pélérinage des Mouilles : une messe en chapelle du lieu dit des Mouilles a lieu le deuxième dimanche de juillet. Elle est suivie d'un vin d'honneur.
- Jeux Intervillages en juillet.
- Le pèlerinage de Nifflon : une messe en chapelle d'alpage a lieu le premier dimanche d'août. Elle est suivie d'un déjeuner, avec la possibilité de s'y rendre en hélicoptère.
- Les concours amicaux de pétanque à la Chèvrerie et en nocturne aux Mouilles, en août.
- La fête à la chapelle de Vallon à La Clusaz, fin août.
- Téléthon en décembre.
- Passage du Père Noël, fin décembre.
- Les Pots d'accueil en été ou en hiver, durant les vacances, organisés par l'Office de tourisme.
- La Marche rose pour lutter contre le cancer du sein, se déroule le deuxième samedi d'octobre à la Chevrerie.

### Sports
De nombreuses activités sont proposées à Bellevaux : randonnées, canirando, sulky attelé, via ferrata, accro-parc de Bella-Vallis, skate-board, rollers, BMX, football, tennis, pêche, chiens de traîneaux, ski alpin, ski nordique, ski de randonnée, raquettes, luge, handiski, télémark, escalade, canyoning, spéléologie...
En termes d'infrastructures, la commune dispose des deux stations de ski d'Hirmentaz, de La Chèvrerie (faisant partie de l'Espace Roc d'Enfer), de deux domaines nordiques : au plateau des Mouilles et à La Chèvrerie, de deux courts de tennis, aux Mouilles (éclairé) et à La Cour, d'un terrain de football aux Doubines, d'un espace VTT, d'un ensemble de modules de skate-board, rollers et BMX aux Mouilles, d'un site d'escalade équipé, de gîtes de montagne et de parcours de santé.
Une discothèque, « La Tête au Moine », située à La Chèvrerie, réputée dans la région.
En 2008, une habitante de la commune propose un terrain pour mettre des poneys, pour partager la passion des enfants du cheval, situé au bord du lac de Vallon.

### Médias
- Télévisions locales : 8 Mont-Blanc, France 3 .
- Radios locales: La Radio Plus, France Bleu Pays de Savoie, RCF Haute-Savoie.
- Quotidien local : Le Dauphiné édition Léman-Genevois.
- Hebdomadaire local : Le Messager chablais.
- Autres publications : L'Almanach du Savoyard, L'Essentiel des Pays de Savoie.

## Économie

### Entreprises de l'agglomération
- Usine de Bellevaux : usine de préparation des pièces de vêtements VTN, une entreprise d'habillement militaire et sportive.
- Usine SIBEL (Société industrielle de Bellevaux), une entreprise fabricante d'inverseurs de machines à laver, qui employait 70 personnes. Le bâtiment fut ensuite occupé par Bellevaux Fourrures (entreprise d'assemblage et fabrication de fourrures, pour des magasins de mode à Paris), puis par Maurice Lebras (PDG Les 2 marmottes), qui y fabriquait des marmottes en peluche. Le local fut détruit en 1995 et fut transformé en bâtiment tertiaire qui regroupe actuellement des appartements, l'office du tourisme, la bibliothèque, la boucherie et le musée d'histoire de Bellevaux.
- Quelques entreprises artisanales : chalet-charpente-menuiserie, charpente-zinguerie-toitures, chauffage-sanitaire, électricité générale, salon de coiffure, fermes et commerces divers.
- De nombreux établissements d'hébergement et de restauration, principalement touristiques : hôtels-restaurants, gîtes, chambres et tables d'hôtes, restaurants, bars, discothèque.

### Commerce
- Plusieurs magasins de sport, location et vente de matériel de ski.
- Commerces de village : boulangerie-pâtisserie-chocolaterie, épicerie-produits régionaux-station essence, boutique de souvenirs-dépôt de pain-produits régionaux-épicerie, bar-tabac-presse, boucherie-charcuterie-traiteur-produits régionaux, fromagerie-produits du terroir, ferme pédagogique vendant ses produits.
- Plusieurs entreprises de service et d'artisanat.

## Culture locale et patrimoine

### Lieux et monuments
Le patrimoine est marqué par l'histoire de la commune en lien avec l'implantation des moines bénédictins, puis chartreux dans la vallée.

#### Patrimoine religieux

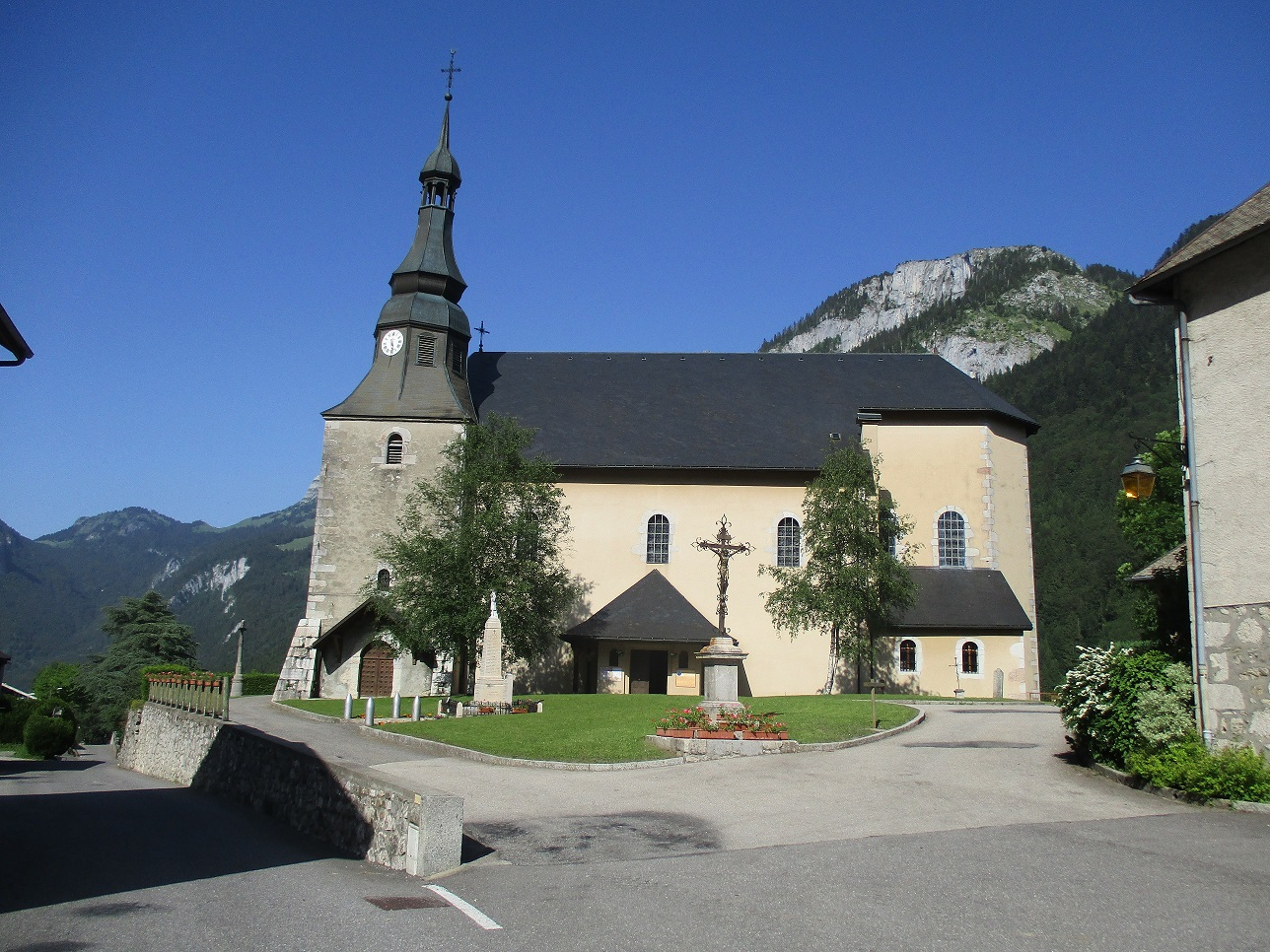
Église Notre-Dame de l’Assomption

L'église paroissiale Notre-Dame-de-l’Assomption, restaurée au XVIIIe siècle et au XXe siècle, est construite à l'emplacement d'une église primitive du XIIe siècle.
La commune possède de nombreuses chapelles sur son territoire, dont la chapelle Saint-Bruno (1651, 1960), marquant l'emplacement de l'ancienne chartreuse de Vallon, la chapelle Saint-André de l'Abbaye (1865) et la chapelle de Vallon, également sur l'emplacement de l'ancien prieuré de Vallon ;
Le petit patrimoine religieux est constitué d'oratoires — Oratoire de la Dent considéré comme le plus ancien de la commune —, souvent dédiés à la Vierge Marie ou à des saints protecteurs des travaux agricoles. La croix située au sud de l’église est datée de 1590 et a été inscrite monument historique par arrêté du 11 mai 1932. Enfin, le cimetière possède de remarquables cèdres du Liban.

#### Patrimoine civil

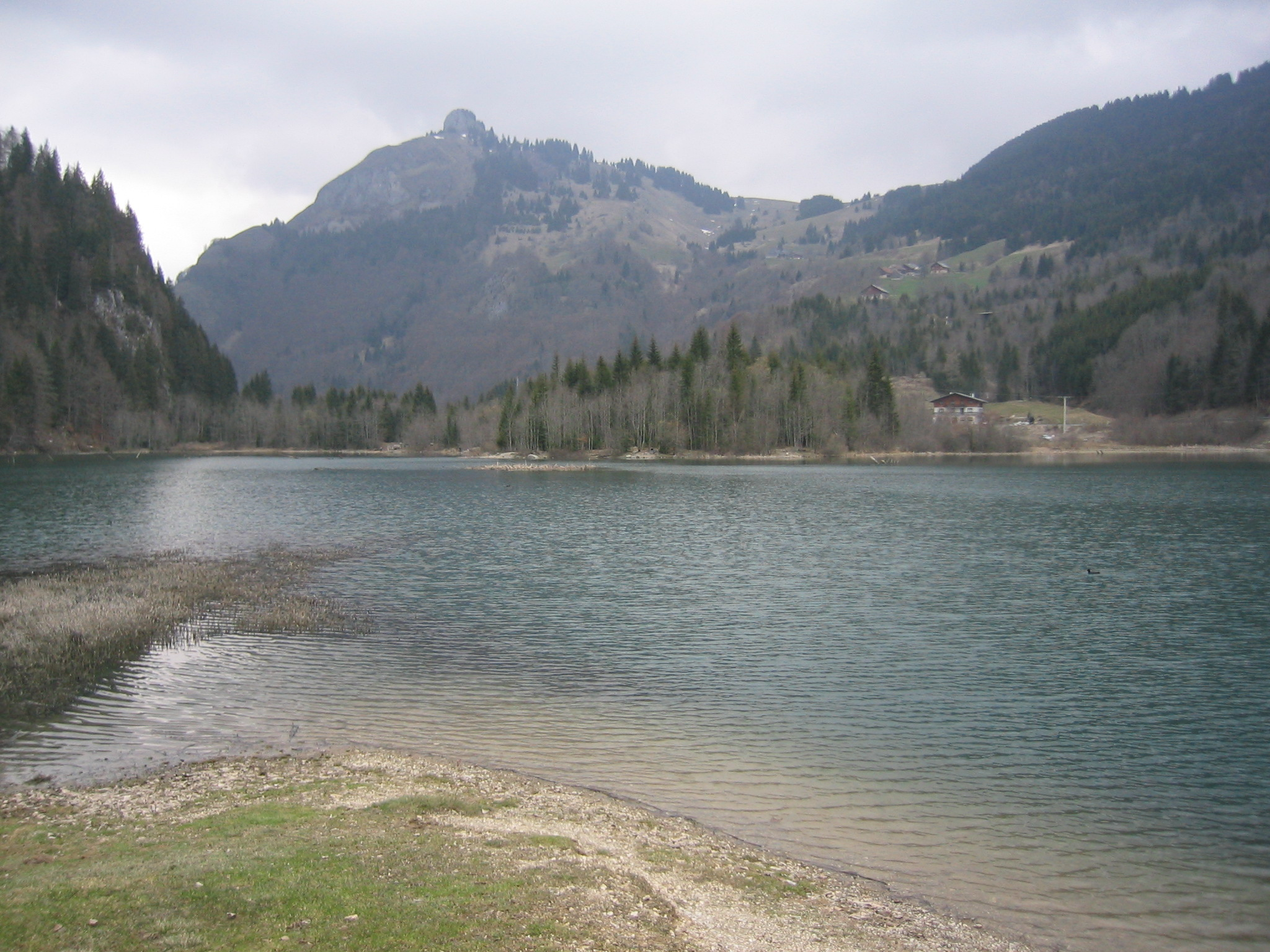
Lac de Vallon.

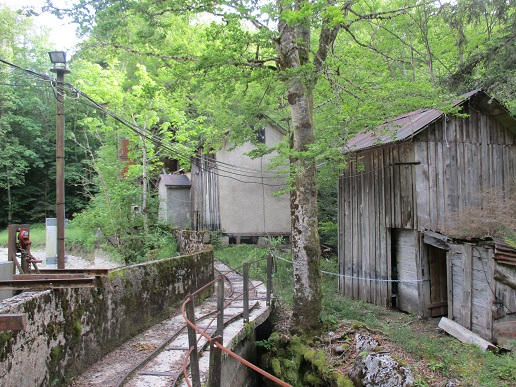
Ancienne usine hydro-électrique du Saulard

- Le pont Couvert est un pont de plus de 150 ans, l'un des derniers du Chablais, carrefour de plusieurs sentiers qui permettait jadis la conversation au croisement des chemins. Il a été restauré en 2003 à l'identique[27].

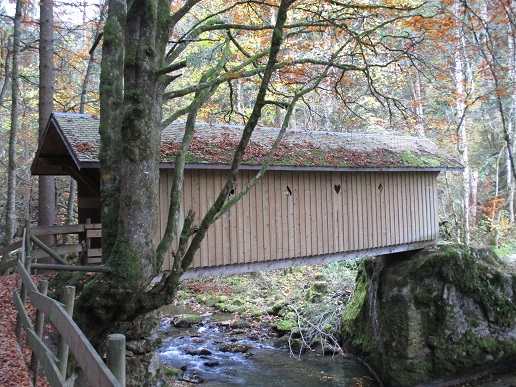
Le Pont Couvert l'automne

- Le collège Notre-Dame, est un collège construit en 1948 et achevé en 1953, par le prieur Dupanloud.
- L'école publique, est l'école principale de la commune, qui est construite en 1912.
- La salle des fêtes, est construite sur l'ancienne école de musique, elle est inaugurée en 1979.
- L'ancienne usine hydro-électrique du Saulard, est construite et mise en service en 1927.

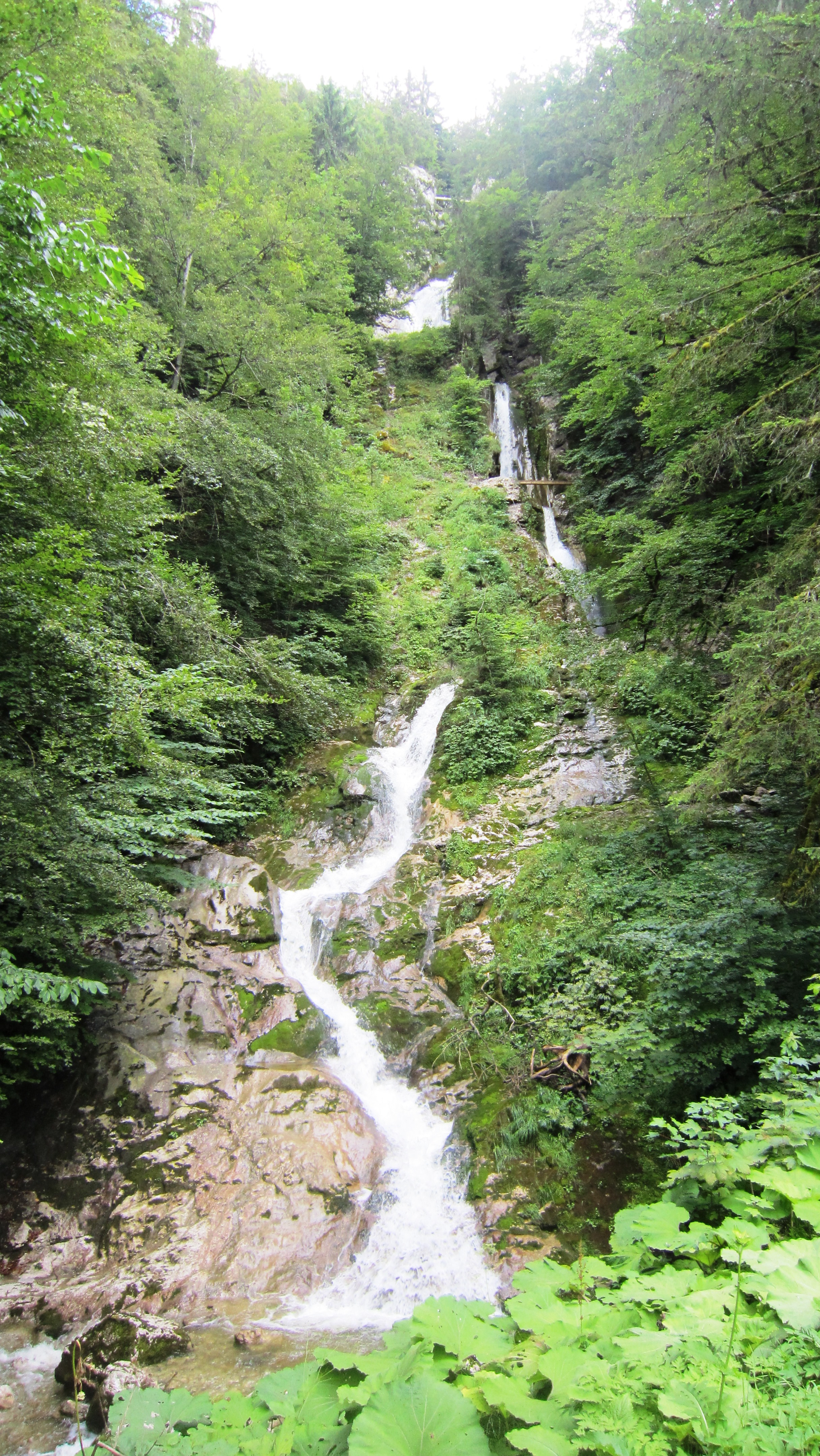
Cascade de Bellevaux.

### Patrimoine environnemental
- Le lac de Vallon.
- La cascade de la Diomaz.
- Le lac de Pététoz, alpage accessible depuis la Chèvrerie (pont de la Joux), environ une heure de marche.
- La cascade de Bellevaux au centre du village ou chef-lieu.
- Les crêtes de Bellevaux.
- Le plateau des Mouilles.
- Les alpages du mont Bichet et ses sentiers.
- Les alpages de Nifflon et la pointe d'Ireuse, qui comporte plusieurs gouffres fréquentés par des spéléologues.
- La grotte de la Tassonière est également située à proximité de la commune.
- Le gouffre naturel (tanne à neige) à l'alpage de Niflon.
- Le gouffre de Tré l'Avouille dit BV 63, gouffre le plus profond du Chablais qui fait 220 m de profondeur.
- Le Palet roulant, est un ancien rocher en forme de galet situé sur la station de ski Hirmentaz, il a été détruit par explosif en 1993.

### Patrimoine culturel
- Musée de l'Histoire et des Traditions : des documents, des costumes d'époque et objets d'autrefois qui relatent l'histoire de Bellevaux d'hier à aujourd'hui[28].
- Musée de la Faune (ferme du Petit-Mont) : plus de 140 animaux de nos montagnes dans leur milieu naturel reconstitué[29].
- Le Jardin alpin : flore alpine.

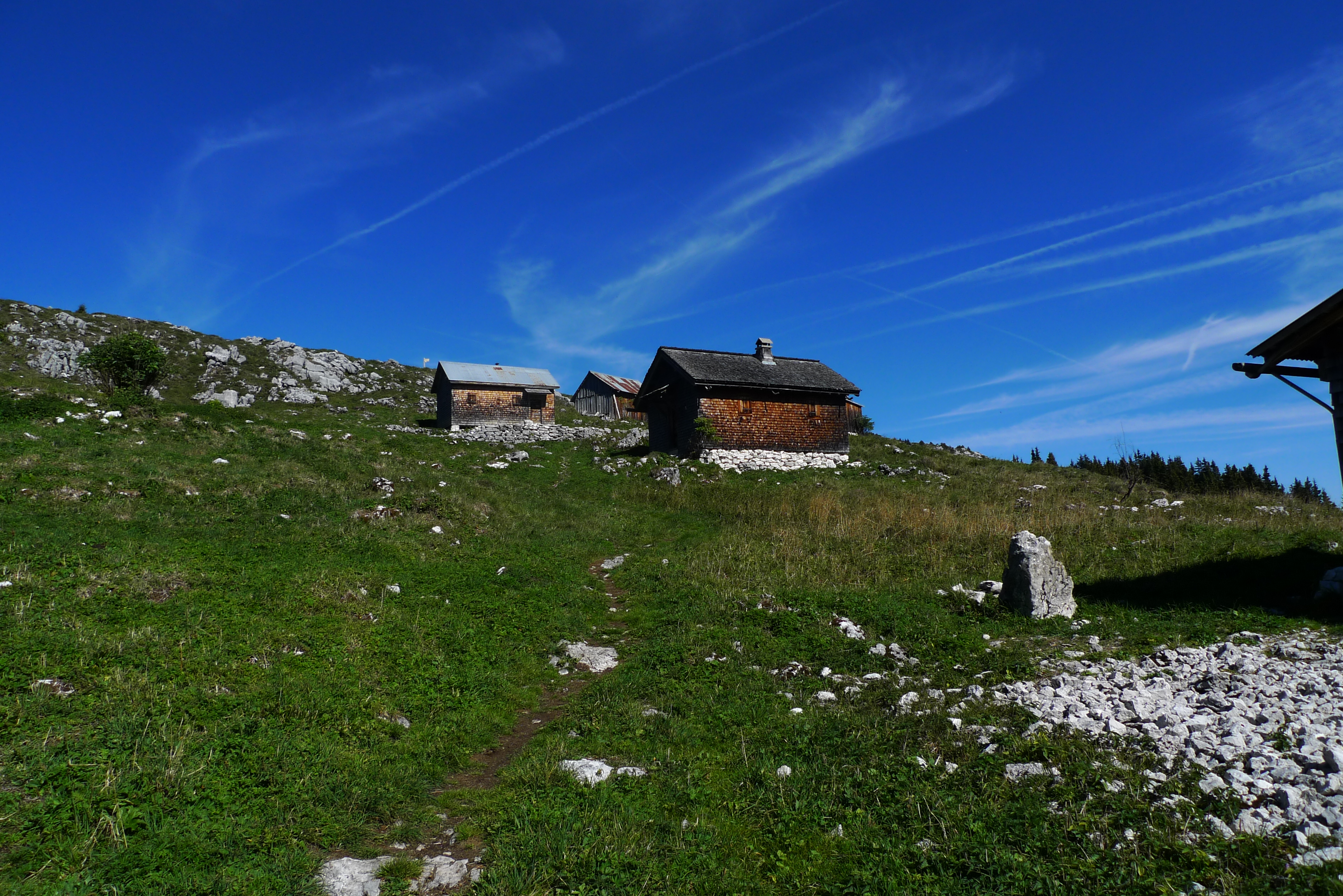
Alpage de Niflon
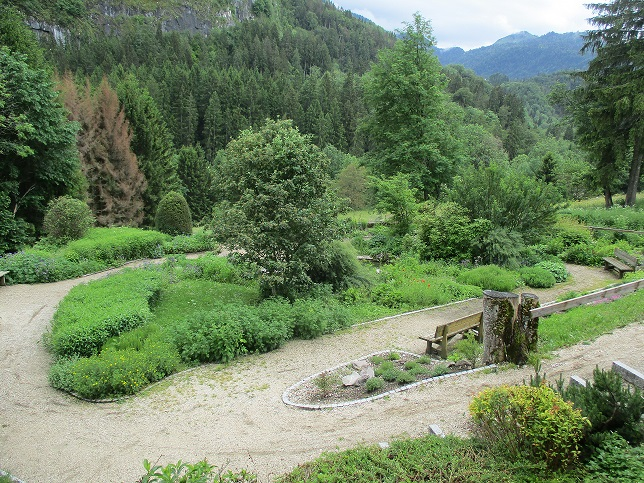
Vue du Jardin alpin de Bellevaux
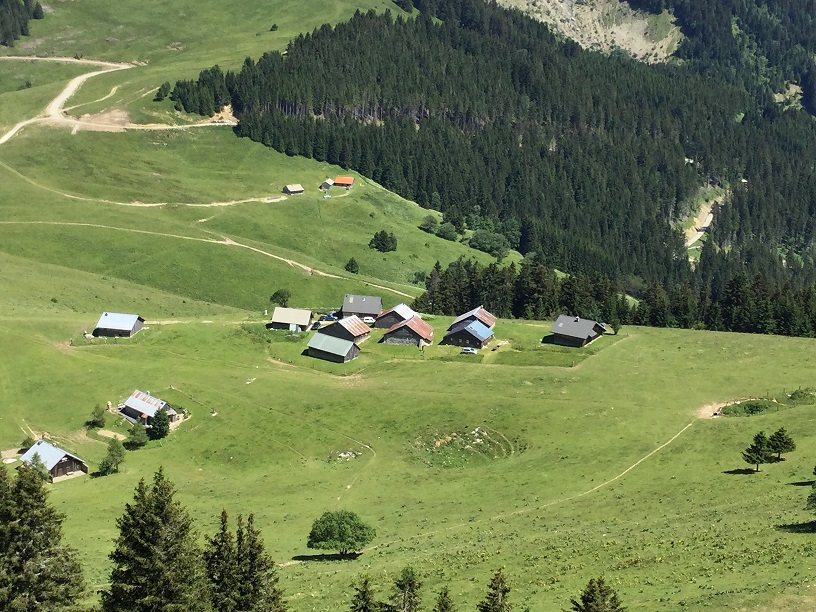
Vue des chalets de Tré-le-Saix

### Personnalités liées à la commune
- Félix Meynet (Saint-Jeoire-en-Faucigny, 1961), dessinateur de bandes dessinées (Double M, Fanfoué des Pnottas, Les Éternels et Tatiana...) vit et travaille à Bellevaux, ayant vécu à Paris dans son enfance.
- Louis Favre (Bellevaux, 1910 - Vieugy, 1944) : prêtre, enseignant au Juvénat et résistant. Chevalier de la Légion d'honneur. Juste parmi les nations[30].

### Héraldique
| Armes de Bellevaux. | Les armes de Bellevaux se blasonnent ainsi : Parti : au 1er de gueules à la croix d’argent cantonnée au I d’un soleil, au II d’un croissant tourné, aux III et IV d’une étoile, le tout d’or, au 2e de gueules à deux clés d’or passées en sautoir ; le tout sommé d’un chef d’argent chargé de deux sapins de sinople chacun terrassé d’un tertre du même. |